# Orange Music Electronic Company
Die Orange Music Electronic Company, auch Orange Amplification oder meist nur kurz Orange genannt, ist ein englischer Hersteller von Verstärkern und Lautsprecherboxen für E-Gitarre und E-Bass.

## Geschichte
Der erste Orange-Gitarrenverstärker wurde 1968 gebaut. Als geistiger Vater zeichnet Clifford Cooper verantwortlich, der bis heute dem Unternehmen vorsteht.
Bekannt wurden die Orangeverstärker neben einem vollen Klang aufgrund der Vollröhrenschaltung vor allem durch den orangefarbenen Vinyl-Bezug, der zu Beginn als einziges Material zur Verfügung stand und der Marke ihren späteren Namen gab.
Die ersten Orangeverstärker waren reine Endstufen. Sie konnten Verzerrung nur bei hoher Leistung erzeugen und wurden dazu mit Glühlampen gedrosselt. Gut erhaltene und nicht modifizierte Verstärker aus den 1960er und 1970er Jahren sind Raritäten und werden als Liebhaberstücke gehandelt. Eine Renaissance erlebten die Verstärker Ende der 1990er Jahre, als im Zuge einer musikalischen Retro-Welle das Interesse an reiner Elektronenröhren-Verstärkung erneut anbrach. In den 1980er Jahren fast schon in Vergessenheit geraten, läuft die Orange-Produktion in England heutzutage wieder auf Hochtouren. In Anlehnung an den klassischen Schaltungsaufbau der Gründungszeit werden neben den Serienprodukten bis heute noch handverdrahtete Custom-Geräte in Vollröhren-Konfiguration hergestellt.

## Verstärkerserien

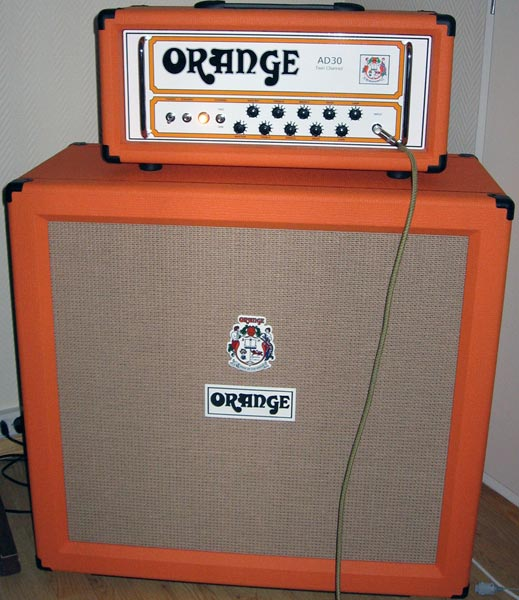
Topteil AD30HTC mit Lautsprecherbox PPC412

### Rockerverb
Die Rockerverb-Serie ist eine Gitarrenverstärkerserie die, wie alle Orangeverstärker, bis auf den Crush, ein Vollröhrenverstärker ist, der vor allem für die Stilrichtungen Rock, Punk und Metal gedacht ist. Sie ist zweistufig aufgebaut und besitzt zwei Kanäle: Clean- und Dirty-Channel, wobei der Dirty-Channel normaler Distortion entspricht.

### Thunderverb
Die Thunderverb-Serie ist dagegen etwas gemäßigter gehalten: Sie sind zwar ähnlich aufgebaut wie die Rockerverbs, haben aber einen etwas weicheren Klang.

### Thunder
Die Thunder-Serie von Orange sind als die Orange-Verstärker mit dem cleansten Sound und dem meisten Gain beschrieben. Sie sind durchgehend zweikanalig aufgebaut: Clean-Channel mit Treble, Bass und Volume; Dirty-Channel mit Volume, Shape und Gain.
Leistungsmäßig sind sie in zwei Varianten erhältlich: 30 Watt als TH30H-Topteil oder TH30C-Combo-Verstärker mit vier EL84-Pentoden in der Endstufe oder 100 Watt als TH100H-Topteil mit vier EL34-Endstufen-Pentoden. Die Vorstufe ist bei beiden Varianten mit vier 12AX7-ECC83-Trioden gleich aufgebaut. Die Thunder-Serie verfügt auch über einen röhrengepufferten Effekt-Loop mit einer ECC81-Triode.
Beide Varianten können auf verschiedene Leistungsstufen geschaltet werden. Die 30 Watt-Variante ist auf 15 und 7 Watt umschaltbar, die 100 Watt-Variante auf 70, 50 und 35 Watt.

### Crush
Die Crush-Serie ist die Gitarreneinsteigerserie von Orange: Sie umfasst zahlreiche Modelle von Transistorverstärkern als Combo-Verstärker oder Topteil. Das kleinste Modell ist der Comboverstärker Micro-Crush Pix 3 mit 3 Watt Verstärkerleistung und einem 4"-Lautsprecher. Der größte Comboverstärker ist der Crush CR120C mit 120 Watt Leistung und zwei 12"-Lautsprechern. Dieses Modell ist auch als Topteil erhältlich (CR120H).

### Tiny Terror
Der Tiny Terror ist ein kompakter Vollröhren-Gitarrenverstärker mit 15 Watt Ausgangsleistung. Die Vorstufe ist mit zwei ECC83-Röhren bestückt, in der Endstufe arbeiten zwei EL84-Pentoden. Die Tiny-Terror-Verstärker sind auch als Bassverstärker erhältlich, mit der gleichen Vorstufe, jedoch mit Endstufen in Class-D-Technik mit Leistungen von 500 Watt (Terror Bass 500) oder 1000 Watt (Terror Bass 1000). Charakteristisch ist das (außer beim Dark Terror) weiße, kompakte Stahlblechgehäuse mit Tragegriff auf der Oberseite und die spartanische Ausstattung. Der Tiny Terror verfügt nur über jeweils einen Volume-, Gain- und Toneregler, einen Effektweg besitzt nur die Bassverstärker sowie das Sondermodell Dark Terror, wobei nur letzteres zu diesem Zweck mit einer zusätzlichen Vorstufenröhre ausgestattet ist.

### Dual Terror
Das größte Modell der Terror-Serie ist mit vier ECC83-Röhren in der Vorstufe und vier EL84-Röhren in der Endstufe bestückt und verfügt über zwei Kanäle. Die Ausgangsleistung beträgt 30 Watt. Das weiße Stahlblechgehäuse ist dem des Tiny Terror ähnlich, jedoch etwas größer.

### Micro Terror
Der Micro Terror ist ein Gitarren-Topteil in Hybrid-Bauweise, das optisch und klanglich dem Tiny Terror nachempfunden ist. Der Verstärker ist nur 165 mm breit, 135 mm hoch, 92 mm tief und verfügt über einen Kanal. In der Vorstufe arbeitet eine ECC83-Röhre, die 20 Watt Ausgangsleistung werden mit einer Transistorendstufe erzeugt. Auf der Vorderseite des weißen Stahlblechgehäuses befinden sich die vier Bedienelemente: ein Ein-/Aus-Schalter, ein Volume-Regler, ein Tone-Regler und ein Gain-Regler. Der Verstärker wird über ein mitgeliefertes externes Netzteil betrieben.
2015 stellte Orange den Micro Dark vor, welcher sich klanglich am Dark-Terror- und Dual-Dark-Verstärker orientiert. Im weiteren Unterschied zum Micro Terror ist das Gehäuse in schwarz gehalten. Zudem ist der Aux-In-Eingang entfallen, dafür verfügt der Micro Dark über einen Effect Loop.

### AD-Serie
Die AD-Serie steht für den Retro-Sound. Die AD-Serie gibt es für E-Bass und E-Gitarre. Qualitätsmäßig sowie preislich stehen die AD-Verstärker über den Tiny Terrors.

## Weitere Produkte
Orange produziert auch Effektpedale für E-Gitarre und E-Bass: das Bax Bangeetar Guitar Pre-EQ, das The Amp Detonator ABY und das Two Stroke.
Auf der NAMM-Show 2016 präsentierte Orange seinen ersten E-Bass: den O Bass. Es handelt sich um einen E-Bass mit einem geteilten Tonabnehmer und einem geschraubten Hals. Der Korpus des O Bass ist aus Okoumé; der Hals aus Ahorn mit einem Griffbrett aus Palisander.

## Bekannte Orange-Nutzer
| - Atomic Rooster - AC/DC - Alkaline Trio - Aerosmith - Die Ärzte - Black Sabbath - Bob Mould - Danko Jones - Eschenbach | - Hot Water Music - Insanity - Kvelertak - Led Zeppelin - Oasis - Pink Floyd - PJ Harvey - Queens of the Stone Age - Slipknot | - Sportfreunde Stiller - Stone Sour - Swans - The Jesus and Mary Chain - The Presidents of the United States of America - The Warning - The Wombats - Wishbone Ash - ZZ Top |